# Baby Lasagna
Марко Пуришич (хорв. Marko Purišić, род. 5 июля 1995, Умаг, Хорватия) — хорватский певец, гитарист и продюсер, известный как Baby Lasagna. Представитель Хорватии на «Евровидении-2024» с песней «Rim Tim Tagi Dim», занял 2 место и 1 место по голосованию зрителей.

## Биография
Родился 5 июля 1995 года в хорватском городе Умаг. Начал играть на гитаре с 8 лет. Кроме музыки, занимался разными видами спорта, в частности, джиу-джитсу.
Есть младший брат Мартин Пуришич, который также играет в группе. Мартин младше брата на 2 года. 
26 октября 2024 года, Марко женился на своей девушке — Элизабете Ружич, которая также принимает активное участие в его карьере. Она занимается видео и фотопродакшеном. Снимала несколько его клипов. 

## Карьера
В 2011—2016 и 2018—2022 годах Пуришич был гитаристом хорватской рок-группы Manntra. Ещё в составе группы участвовал в хорватском национальном отборе на «Евровидение» Dora 2019, где Manntra заняла четвёртое место с песней «In the Shadows».
В 2022 году Пуришич играл значительную роль в написании нескольких треков для 12-го студийного альбома Ravenblack немецкой группы Mono Inc. Альбом достиг первого места в чартах Германии и стал наиболее успешным для группы. Примечательно, что многие песни, написанные Пуришичем, были избраны синглами, включая «Princess of the Night», «Empire», «Heartbeat of the Dead», «Lieb mich» и «At the End of the Rainbow».
После пребывания в группе Manntra Пуришич начал сольную карьеру в 2023 году. 21 октября 2023 года выпустил свой дебютный сингл «IG Boi» под псевдонимом Baby Lasagna. Через два месяца, в декабре 2023 года, вышел его второй сингл «Don’t Hate Yourself, But Don’t Love Yourself too Much».

### «Евровидение-2024»

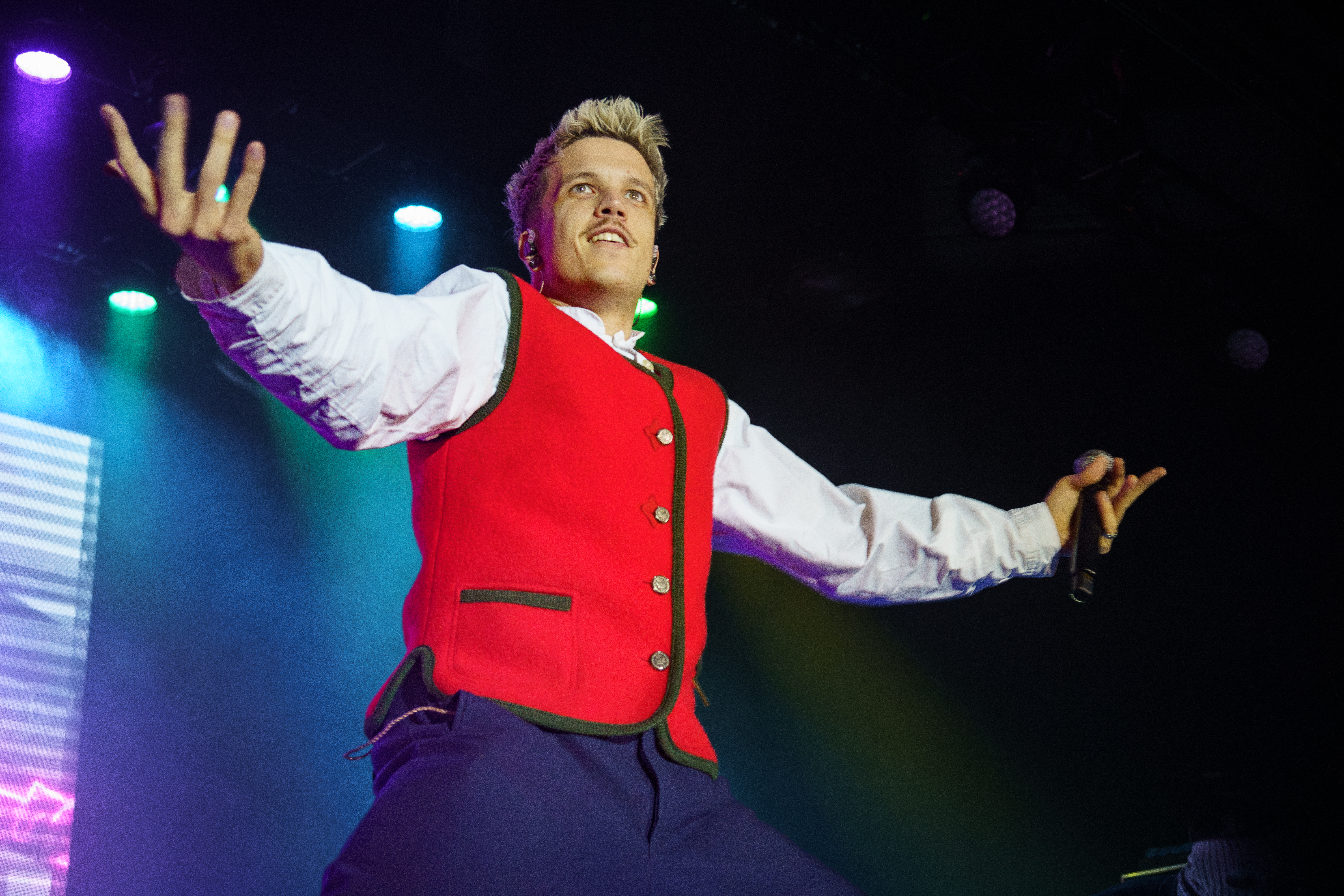
На Eurovision Pre-Party 2024 Madrid

Baby Lasagna стал участником нацотбора на «Евровидение» Dora 2024 с песней «Rim Tim Tagi Dim» после отказа от участия одного из конкурсантов. Песня Пуришича дебютировала под номером 24 в чарте HR Top 40, что сделало её первой песней певца в чартах Хорватии.
23 февраля 2024 года состоялся первый полуфинал Dora 2024, из которого Baby Lasagna успешно квалифицировался в финал. 25 февраля, в финале отбора, певец со своей песней «Rim Tim Tagi Dim» победил как по баллам жюри, так и зрителей. При этом Пуришич получил рекордные 247 баллов от телезрителей, тогда как участник на втором месте — всего 27.
В финале конкурса «Евровидение-2024» Пуришич занял итоговое второе место и первое место по результатам зрительского голосования. Исполнитель получил 210 баллов от жюри и 337 от зрителей.

## Музыкальный стиль
По словам Пуришича, на него оказали влияние группы Rammstein, Electric Callboy и Tonči & Madre Badessa. Музыку исполнителя описывают как смесь поп-панка, техно, метала и хауса.

## Дискография

### Студийные альбомы
| Название          | Детали                                                                                                 | Высшая позиция в чарте |
| Название          | Детали                                                                                                 | CRO Dom.               |
| ----------------- | --- | ---------------------- |
| DMNS & Mosquitoes | - Выпущен: 7 февраля 2025 - Лейбл: Polydor, Universal - Форматы: CD, LP, цифровое скачивание, стриминг | 1                      |

### Синглы
| Название                                                | Год  | Высшая позиция в чарте | Высшая позиция в чарте | Альбом                |
| Название                                                | Год  | CRO                    | CRO Billb.             | Альбом                |
| ------------------------------------------------------- | ---- | ---------------------- | ---------------------- | --------------------- |
| «IG Boy»                                                | 2023 | —                      | —                      | Demons and Mosquitoes |
| «Don’t Hate Yourself, But Don’t Love Yourself Too Much» | 2023 | —                      | —                      | Demons and Mosquitoes |
| «Rim Tim Tagi Dim»                                      | 2024 | 1                      | 1                      | Demons and Mosquitoes |
| «Bam Bam Bira»                                          | 2025 |                        |                        |                       |